# Externalismo tecnológico
El externalismo tecnológico es un enfoque teórico basado en la descripción externa, desde fuera, de la tecnología. Hace hincapíe en los efectos sociales, ambientales, éticos y políticos que trae consigo el uso de la tecnología y que a su vez influyen en la generación de conocimiento científico, pero en detrimento de elementos lógico-deductivos de la ciencia. Por este motivo, en este tipo de enfoque, la descripción detallada de artefactos y teorías no es el tema central.
En este sentido, el interés de los investigadores de este enfoque se dirige hacia la estructura organizativa de la ciencia, su relación con otras formas de conocimiento y la relación de la comunidad científica con el poder político, las relaciones económicas y con los aspectos socioculturales.
Además, el externalismo es considerado como la antítesis del internalismo, ya que supone a los procesos del conocimiento dependientes de factores externos y por consiguiente, como un producto de la sociedad.
Algunos exponentes del externalismo son Nikolai Bujarin, Boris Hessen, John Desmond Bernal, Thomas Kuhn y David Bloor.

## Historia
En sus comienzos, se consideraba básicamente como la posición frontalmente opuesta al internalismo dogmático. De ahí que se le considerase como "externalismo ingenuo".
El enfoque externalista, en sus inicios, consideraba la comprensión del fenómeno de la ciencia desde la mirada que historiadores y sociólogos tengan de la época y de la sociedad en que se genera.
En el Segundo Congreso Internacional de Historia de la Ciencia, celebrado en Londres en 1931, los rusos Bujarin y Hessen iniciaron una perspectiva contraria al enfoque internalista, predominante en la mayoría de los historiadores de la ciencia de la época, demostrando una concepción basada en la sociología empírica y en el marxismo de la escuela soviética.
En la misma línea, John Desmond Bernal publica La función social de la ciencia en 1939, siendo posiblemente el primer texto referente a sociología de la ciencia.
Posteriormente, a inicios de la década de 1960, comenzaron a desarrollarse líneas de estudios externalistas que intentaban develar la conformación social de artefactos tecnológicos. En la misma década, Thomas Kuhn publicó su obra La estructura de las revoluciones científicas, en la que plantea que la ciencia puede ser vista en términos de resultado histórico.
Más adelante, David Bloor postulaba en Knowledge and social imagery (1976), que todo conocimiento, incluyendo el conocimiento científico, está socialmente determinado.
No obstante, será precisamente la obra de Kuhn y la de otros autores de la época, como Paul Feyerabend o Stephen Toulmin, la que redefine nuevas aristas para abordar la historia de la ciencia en cuanto a los factores sociotécnicos que la determinan. A partir de la propuesta de Kuhn, se desarrollaron cuantiosas líneas de estudio y escuelas que postulan nuevas visiones críticas, que no se basan solo en la estructura organizativa de la ciencia y sus resultados finales, sino también en los factor psicosociales que inciden en el desarrollo de los conocimientos científicos. El trabajo de Javier Echeverría da cuenta de lo anterior, al señalar que la creencia en la objetividad y en la neutralidad de la ciencia se viene abajo cuando se examina detalladamente la complejidad de la vida en los laboratiorios, ya que considera que el conocimiento científico es producto del interés que genera, por lo que el interés de quienes son ajenos a los laboratorios será resultado del trabajo de científicos en generar relevancia, traspasando dicho interés a los demás. Esto quiere decir, que tanto los intereses sociales como los hechos del laboratorio son construcciones.

## Consenso actual
En la actualidad, los planteamientos externalistas e internalistas por separado son ampliamente criticados por los historiadores científicos, en el sentido de que no son satisfactorios para entender la evolución de la ciencia. Por este motivo, se hace necesario un enfoque teórico que integre las dos posturas inicialmente contrapuestas, a modo de generar un análisis sociotécnico completo. Lo anterior se basa en que, por un lado, la evidencia histórica afirma que la tecnología causa cambios sociales: la variación tecnológica ocasiona cambios en otros ámbitos como la economía, la cultura, los sistemas políticos y en la vida cotidiana. Pero por otro lado, al mismo tiempo, parece que los procesos de cambio social demandan, promueven o motivan cambios tecnológicos. En palabras del sociólogo contemporáneo Pierre Bourdieu:

"La ciencia debe ir más allá de, por un lado, la concepción idealista absoluta del desarrollo científico inmanente y, por otro lado, del relativismo histórico de quienes visualizan la ciencia con un puro constructo social convencional. La ciencia se construye en un campo de lucha social e histórico, pero descubre verdades teóricas y empíricas independientes de la historia".
 Pierre Bourdieu

Por otro lado, la controversia hoy se centra en determinar cuáles son los factores preponderantes en el análisis y validación de los conocimientos y de la ciencia